# Liga NSO Županja 1980./81.
'"Liga Nogometnog saveza općine Županja", također i kao "Liga NSO Županja", "Općinska nogometna liga Županja" za sezonu 1980./81. je bila liga šestog stupnja nogometnog prvenstva Jugoslavije. 
 
Sudjelovalo je 14 klubova, a prvak je bio "Tomislav" iz Cerne. 

## Ljestvica
| mj. | klub                      | ut. | pob. | ner. | por. | gol+ | gol- | bod |
| --- | ------------------------- | --- | ---- | ---- | ---- | ---- | ---- | --- |
| 1.  | Tomislav Cerna            | 26  | 18   | 6    | 2    | 77   | 32   | 42  |
| 2.  | Borac Drenovci            | 26  | 16   | 6    | 4    | 84   | 20   | 38  |
| 3.  | Sloga Štitar              | 26  | 15   | 5    | 6    | 88   | 51   | 35  |
| 4.  | Slavonac Gradište         | 26  | 13   | 7    | 6    | 53   | 41   | 33  |
| 5.  | Zrinski Bošnjaci          | 26  | 15   | 3    | 8    | 50   | 36   | 33  |
| 6.  | Posavac Posavski Podgajci | 26  | 13   | 2    | 11   | 51   | 60   | 28  |
| 7.  | Šokadija Babina Greda     | 26  | 11   | 4    | 11   | 27   | 51   | 26  |
| 8.  | Pionir Županja            | 26  | 11   | 4    | 11   | 49   | 63   | 26  |
| 9.  | RAŠK Rajevo Selo          | 26  | 11   | 3    | 12   | 46   | 44   | 25  |
| 10. | Sloga Račinovci           | 26  | 8    | 5    | 13   | 38   | 61   | 21  |
| 11. | Budućnost Šiškovci        | 26  | 7    | 6    | 13   | 44   | 56   | 20  |
| 12. | Krajišnik Vrbanja         | 26  | 7    | 4    | 15   | 52   | 52   | 18  |
| 13. | Srijemac Strošinci        | 26  | 3    | 4    | 19   | 36   | 104  | 10  |
| 14. | Mladost Đurići            | 26  | 2    | 6    | 18   | 26   | 67   | 10  |

## Rezultatska križaljka
| kratica | klub                      | BOR | BUD | KRA | MLA | PIO | POS | RAŠK | SLA | SLOR | SLOŠ | SRI | ŠOK | TOM | ZRI |
| --- | ------------------------- | --- | --- | --- | --- | --- | --- | ---- | --- | ---- | ---- | --- | --- | --- | --- |
| BOR | Borac Drenovci            |     |     |     |     |     |     |      |     |      |      |     |     |     |     |
| BUD | Budućnost Šiškovci        |     |     |     |     |     |     |      |     |      |      |     |     |     |     |
| KRA | Krajišnik Vrbanja         |     |     |     |     |     |     |      |     |      |      |     |     |     |     |
| MLA | Mladost Đurići            |     |     |     |     |     |     |      |     |      |      |     |     |     |     |
| PIO | Pionir Županja            |     |     |     |     |     |     |      |     |      |      |     |     |     |     |
| POS | Posavac Posavski Podgajci |     |     |     |     |     |     |      |     |      |      |     |     |     |     |
| RAŠK | RAŠK Rajevo Selo          |     |     |     |     |     |     |      |     |      |      |     |     |     |     |
| SLA | Slavonac Gradište         |     |     |     |     |     |     |      |     |      |      |     |     |     |     |
| SLOR | Sloga Račinovci           |     |     |     |     |     |     |      |     |      |      |     |     |     |     |
| SLOŠ | Sloga Štitar              |     |     |     |     |     |     |      |     |      |      |     |     |     |     |
| SRI | Srijemac Strošinci        |     |     |     |     |     |     |      |     |      |      |     |     |     |     |
| ŠOK | Šokadija Babina Greda     |     |     |     |     |     |     |      |     |      |      |     |     |     |     |
| TOM | Tomislav Cerna            |     |     |     |     |     |     |      |     |      |      |     |     |     |     |
| ZRI | Zrinski Bošnjaci          |     |     |     |     |     |     |      |     |      |      |     |     |     |     |
| |                           |     |     |     |     |     |     |      |     |      |      |     |     |     |     |
| podebljan rezultat - utakmice od 1. do 13. kola (1. utakmica između klubova) rezultat normalne debljine - utakmice od 14. do 26. kola (2. utakmica između klubova) rezultat nakošen - nije vidljiv redoslijed odigravanja međusobnih utakmica iz dostupnih izvora rezultat smanjen * - iz dostupnih izvora nije uočljiv domaćin susreta prekrižen rezultat - poništena ili brisana utakmica p - utakmica prekinuta 3:0 p.f. / 0:3 p.f. - rezultat 3:0 bez borbe |                           |     |     |     |     |     |     |      |     |      |      |     |     |     |     |

 Izvori: